# Jeanne Louise Henriette Campan
Jeanne Louise Henriette Campan (Paris, 2 de outubro de 1752 – Mantes-la-Jolie, 16 de março de 1822), nascida Genet e mais conhecida apenas como Madame Campan, foi uma funcionária da Corte, memorialista e educadora francesa. Suas memórias estão entre os relatos mais citados da vida da família real francesa durante a Revolução Francesa.
Campan era uma favorita na Corte e, após seu casamento com Pierre-Dominique-François Berthollet Campan, filho do Secretário do Gabinete Real, em 1774, o rei Luís XVI concedeu a ela uma anuidade de 5.000 libras como dote. Mas o casamento foi infeliz e o casal se separou em 1790. Campan foi promovida a Première femme de Chambre ("Primeira dama da Câmara") por Maria Antonieta em 1786. Ela continuou servindo a rainha até a tomada do Palácio das Tulherias em 10 de agosto de 1792, que resultou na detenção da família real e abolição formal da monarquia na França. Com sua própria casa saqueada e queimada naquele dia, Henriette buscou asilo no campo.
Ela sobreviveu ao Período do Terror e, após a queda de Robespierre, encontrando-se quase sem dinheiro e com um marido doente, Campan decidiu estabelecer uma escola para meninas em Saint-Germain-en-Laye, em 1794. A instituição prosperou e foi patrocinada por Hortênsia de Beauharnais, filha adotiva de Napoleão Bonaparte, cuja influência levou à nomeação de Campan como superintendente da academia fundada por Napoleão em Écouen para a educação das filhas órfãs de membros de sua Legião de Honra em 1807. Ela ocupou este cargo até que foi abolido na restauração Bourbon em 1814, quando se aposentou em Mantes, onde passou o resto de sua vida em meio às gentis atenções de amigos, mas triste pela perda de seu único filho e pelas calúnias que circulavam por conta de sua ligação com os Bonapartes.

## Publicações
- Mémoires sur la vie privée de Marie Antoinette, suivis de souvenirs et anecdotes historiques sur les règnes de Louis XIV-XV (1823)[3]
- De l'Éducation ou De l'Education des Femmes (escrito em 1827 e publicado em 1835)[4]